# Aurivillius triramis
Aurivillius triramis är en fjärilsart som beskrevs av Rothschild 1907. Aurivillius triramis ingår i släktet Aurivillius och familjen påfågelsspinnare. Inga underarter finns listade i Catalogue of Life.